# Трехус чотириямковий
Трехус чотириямковий (Trechus quadristriatus) — вид жуків родини турунів (Carabidae).

## Поширення
Вид досить поширений в Європі, Північній Африці, помірній Азії, Північній Америці.

## Опис
Дрібний жук. Тіло завдовжки 3,5-4 мм. Надкрила коричневі, голова та груди темно-коричневі. Задній край грудного щитка зубчастий. Надкрила мають 3-4 повздовжні канавки.

## Спосіб життя
Трапляється у сухих місцях. Нічний хижак, полює на дрібних безхребетних.